# Daniel Teymur
Daniel Ertan Teymur, född 2 februari 1988 i Järfälla, är en svensk MMA-utövare av syriansk härkomst som sedan 2017 tävlar i organisationen Ultimate Fighting Championship. Han är äldre bror till UFC-atleten David Teymur.

## Bakgrund
Både Daniel och hans yngre bror David började träna thaiboxning i tonåren, Daniel började när han var ungefär 14 år i Fittja. Han började med thaiboxning efter att han stukat foten och inte kunde träna fotboll som han annars fokuserade på.

## Karriär

### Kickboxning/thaiboxning
Teymur har tävlat i både kickboxning och thaiboxning och samlade på sig ett facit om 38-2 innan han gick över till MMA. Han har vunnit SM i thaiboxning 3 gånger och SM i K1 1 gång. Han har även vunnit NM i thaiboxning 1 gång.

### MMA
Debuten inom MMA skedde 19 oktober 2013 på International Ring Fight Arena 5-galan i Solna där han besegrade Piotr Paczek (2-1) via TKO i första ronden. Sedan gick han obesegrad fram till 6-0 innan han 2017 skrev på för UFC.

#### UFC
Teymur debuterade i UFC-sammanhang vid UFC Fight Night 113 16 juli 2017. Han mötte en annan UFC-debutant skotten Danny Henry (10-2) som besegrade Teymur via enhälligt domslut. Matchen utsågs till Fight of the Night.
Cirka ett år senare var det dags för nästa match. Den här gången mötte Teymur amerikanen Julio Arce (14-2) vid UFC Fight Night 131. Teymur förlorar matchen via submission i tredje ronden.
Åtta månader senare möter Teymur Chris Fishgold (17-2-1) vid UFC Fight Night 145. Även denna gång förlorar Teymur via submission. Nu i andra ronden.
Med tre raka förluster i bagaget I UFC gick sedan Teymur sin nästa match bara fyra månader senare, vid UFC Fight Night i Globen. Den här gången dessutom på huvudkortet. Motståndaren den här gången var en obesegrad UFC-debutant: koreanen Sung Bin Jo (9-0). För första gången sedan han skrev på för UFC fick Teymur nu ta hem en seger. Det skedde via enhälligt domslut.
Teymurs nästa match var 14 december i Las Vegas vid UFC 245. Där han mötte obesegrade UFC-nykomlingen Chase Hooper (6-0-1). Teymur förlorade via TKO i första ronden.

### Mästerskap och utmärkelser
- Svenska Mästerskap
  - 2008 thaiboxning  -60kg 
  - 2009 thaiboxning  -63,5kg 
  - 2010 thaiboxning  -63,5kg 
  - 2012 kickboxning  -67kg
- Nordiska Mästerskap
  - 2008 thaiboxning -60kg
- Utmärkelser
  - Fight of the Night - vs. Danny Henry, UFC Fight Night 113

## Tävlingsfacit
| Resultat | Facit | Motståndare               | Metod                     | Evenemang                               | Datum             | Rond | Tid  | Plats              | Notering                 |
| -------- | ----- | ------------------------- | ------------------------- | --------------------------------------- | ----------------- | ---- | ---- | ------------------ | ------------------------ |
| Vinst    | 1–0   | Piotr Pączek (POL)        | TKO (bensparkar och slag) | IRFA 5                                  | 19 oktober 2013   | 1    | 1:32 | Solna, Sverige     | Catchvikt 67 kg / 148 lb |
| Vinst    | 2–0   | Alexander Denic (SWE)     | TKO (slag)                | IRFA 6                                  | 5 april 2014      | 1    | 1:01 | Solna, Sverige     | Catchvikt 68 kg / 150 lb |
| Vinst    | 3–0   | Svjatoslav Sjabanov (RUS) | Submission (armbar)       | IRFA 7                                  | 22 november 2014  | 1    | 2:37 | Solna, Sverige     | Catchvikt 68 kg / 150 lb |
| Vinst    | 4–0   | Emerik Youmbi (SWI)       | Submission (giljotin)     | Lions FC 6                              | 12 september 2015 | 1    | 3:27 | Neuchâtel, Schweiz | Lättviktsdebut           |
| Vinst    | 5–0   | Davor Matić (BIH)         | Submission (armbar)       | SFN 1                                   | 4 juni 2016       | 1    | n/a  | Stockholm, Sverige |                          |
| Vinst    | 6–0   | Manolo Scianna (ITA)      | Submission (armbar)       | Battle of Botnia 2016                   | 10 december 2016  | 1    | 1:06 | Umeå, Sverige      | Catchvikt 68 kg / 150 lb |
| Förlust  | 6–1   | Danny Henry (SCO)         | Domslut (enhälligt)       | UFC Fight Night: Nelson vs. Ponzinibbio | 16 juli 2017      | 3    | 5:00 | Glasgow, Skottland | Fight of the Night       |
| Förlust  | 6–2   | Julio Arce (USA)          | Submission (rear-naked)   | UFC Fight Night: Rivera vs. Moraes      | 1 juni 2018       | 3    | 2:55 | Utica, NY, USA     | Fjäderviktsdebut         |
| Förlust  | 6–3   | Chris Fishgold (GBR)      | Submission (rear-naked)   | UFC Fight Night: Błachowicz vs. Santos  | 23 februari 2019  | 2    | 1:10 | Prag, Tjeckien     |                          |
| Vinst    | 7–3   | Sung Bin Jo (KOR)         | Domslut (enhälligt)       | UFC Fight Night: Gustafsson vs. Smith   | 1 juni 2019       | 3    | 5:00 | Stockholm, Sverige |                          |
| Förlust  | 7-4   | Chase Hooper (USA)        | TKO (armbågar och slag)   | UFC 245                                 | 14 december 2019  | 1    | 4:34 | Las Vegas, NV, USA |                          |